# Gerrit Jan van Eijken
Gerrit Isaac (Gerrit Jan) van Eijken (Amersfoort, 5 mei 1832 – Dalston (Londen), 22 maart 1879) was een Nederlands organist en componist.
Hij was een zoon van organist Gerrit van Eijken en Hendrina Johanna Harthoorn. Zijn broer Johan Albert van Eijken en neef Heinrich van Eijken gingen eveneens de muziek in.

## Levensloop
De opleiding van Gerrit Jan begon bij zijn vader. Zijn vader was organist van de St. Joriskerk in Amersfoort. Daarna kreeg hij les van zijn oudere broer Jan Albert, die in Duitsland had gestudeerd. In 1845 gaf vader Gerrit een concert waar niet alleen Jan Albert aan meewerkte maar ook '.... zijn nog zeer jeugdigen broeder (13 jaar) G.J. van Eijken die door zijn pianospel blijken gaf van zijn gunstigen aanleg voor de toonkunst' (uit: Nederlandsch Muzikaal Nieuwsblad).
Gerrit Jan vereerde zijn oudere broer ook al heeft hij zijn hele leven in zijn schaduw moeten staan. Jan Albert werd zowel in Nederland als in Duitsland erkend als componist, maar nog meer als organist. Hij stierf in 1868 in Eberfeld (nu Wuppertal).
In het spoor van zijn broer ging Gerrit Jan in 1851 naar het Conservatorium in Leipzig. Zelfs nog voordat hij zijn studie had afgerond werd hem een positie aangeboden als Muziekdirecteur te Celle (in Hannover) welke hij niet aannam om zijn studie orgel en zang in Dresden af te maken. Hij studeerde aan het Conservatorium van Leipzig bij Johann Schneider, F. Böhme, Felix Mendelssohn Bartholdy en Robert Schumann.
In 1853 was hij na een tweejarige studie weer terug in Nederland en ging wonen in Amsterdam. In die tijd publiceerde de firma Breitkopf & Hartel in Leipzig zijn 'Drei Lieder für eine Singstimme' op.1 en 'Der Wunder Ritter'tekst van Heinrich Heine 'für eine Baßstimme' op.2 (op.2 is verloren gegaan). Ook kende de Maatschappij tot bevordering der Toonkunst hem hun 'Prijs voor Compositie' toe voor zijn piano-sonatines, welke later verschenen als op.3.
Vanaf 1855 woonde hij te Utrecht, waar hij dertien jaar zou blijven. Hij was zeer actief in het Utrechtse muziekleven. Hij bespeelde daar (december 1856) het orgel van de Pieterskerk Waalse kerk. In november 1858 werd hij kapelmeester van het Korps van de Utrechtse Schutterij kapelmeester. Hieruit ontstond later het Utrechts Symphonie Orkest. Op advies van Van Eijken werd er een Instrumentaalschool opgericht in Utrecht. Hij was ook enige tijd dirigent van de "Amersfoortsche Zangvereniging" en oprichter van een zangschool aldaar.
Hij gaf veel concerten in Utrecht, Amersfoort, Rotterdam en Amsterdam die altijd met goede kritieken ontvangen werden. Hij werd ook journalist voor het muziektijdschrift 'Caecilia' waarvoor hij artikelen en recensies schreef in een humoristische doch scherpe stijl. Als de muziek aanging was hij nogal onbuigzaam, en scheen een bitse persoonlijkheid te hebben gehad.

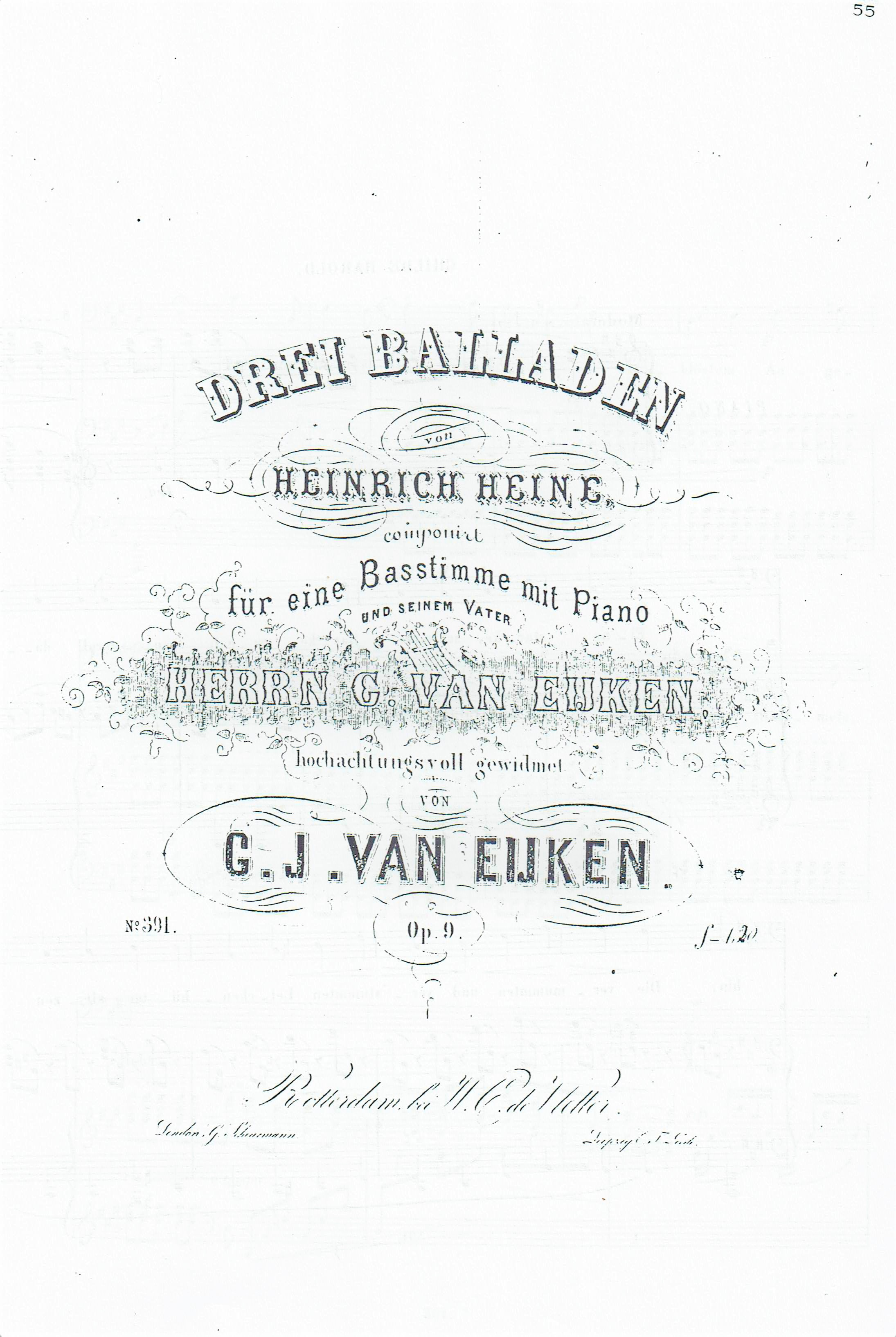
Titelblad van Drei Balladen von Heinrich Heine

Zijn composities volgen elkaar op  composities:
- opus 1: Drie Lieder
- opus 2: Der wunder Ritter (uitgegeven via Breitkopf & Härtel)
- opus 3: Zwei Sonatinen
- opus 4: Entsagen
- opus 5: Sonate voor viool en piano
- opus 6: Drei Lieder nach Augusr Heinrich Hoffmann von Fallersleben
- opus 7: Drei Gedichte von Heinrich Heine
- opus 8; Zwei Gedichte von Nikolaus Lenua
- opus 9: Drei Balladen von Heinrich Heine
- opus 10: Töne der Liebe (zangstem, piano)
- opus 11: Fünf Gedichte (Agnes, Das Auge der Nacht, Mein Schatz der ist auf die Wanderschaft, Die junge Nonne, Das verlassene Mägdlein)
- opus 12: Acht Klavierstücke (herdruk 1867)
- opus 13: Drie tweestemmige stukken voor kinderzangscholen met pianiobegeleiding
- opus 16; Zwei Clavierstücke (Trauer, mazurka)
- De ridder van St Jan
- La Vénitienne, chant national
- Krooningsfeest van keizer Karel V te Bologna, 24 februari 1530, eerst een symfonische cantate, later een opera, uitgevoerd zowel in Amsterdam als in Utrecht.
- Es war ein alter König
- Geistliche Lieder (Trost, Der Einsiedler an die Nacht
- Feestmars voor piano, gecomponeerd voor de aanstaande studentenfeesten en opgedragen aan de feest – en maskeradecommissie

Van Eijkens op. 10 werd met lof gerecenseerd in Robert Schumanns Neue Zeitschrift für Musik. In 1858 werd zijn opera Het Kroningsfeest van Keizer Karel V te Bologna opgevoerd in Amsterdam.
In 1869 besloot hij om alles op te geven in zijn geboorteland en vertrok naar Engeland. Hij woonde eerst in Islington, toen een voorstad van Londen. Daar werd op 11 november 1870 zijn eerste dochter geboren, Catharina Hendrika. Vijf jaar later, op 29 november 1875, werd in Brighton zijn tweede dochter geboren Gertrude Emily. Van Eijken componeerde weer intensief maar alles niet meer dan waardeloze salonmuziek, geschreven voor de grillen van rijke dames en leerlingen die niets om handen hadden.
Gerrit Jan van Eijken overleed in zijn huis in Dalston/Hackney (181 Queens Road) op 22 maart 1879 op 46-jarige leeftijd. Als oorzaak van overlijden staat op de akte van overlijden 'Delirium Tremens', 'Pneumonia' en algehele uitputting. Het eindstadium van een alcoholist.

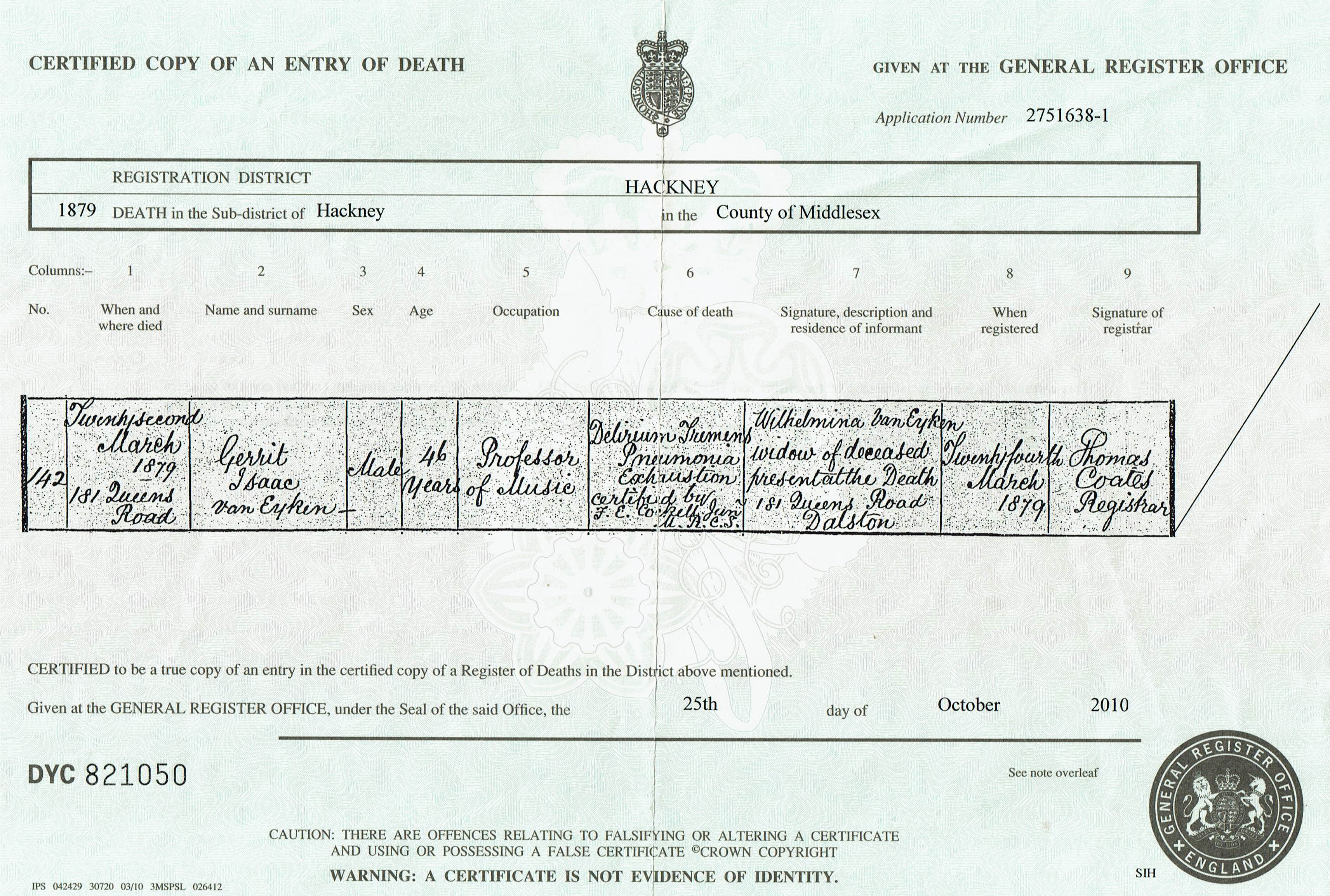
Overlijdensakte 1879

- Gemeinsame Normdatei: 140835849
- International Standard Name Identifier: 0000 0000 7735 7121
- Library of Congress Control Number: nb2007014443
- MusicBrainz: ef64fbc7-19fe-44af-9df4-d19d49c00344
- Virtual International Authority File: 205597934
- WorldCat: E39PBJpdVFFBvwwYdw3VgftBT3